# Pantepuisaurus rodriguesi
Pantepuisaurus rodriguesi — вид ящірок родини гімнофтальмових (Gymnophthalmidae). Ендемік Гаяни. Вид названий на честь бразильського герпетолога Мігеля Трефо Родрігеса. Це єдиний представник монотипового роду Pantepuisaurus.

## Поширення і екологія
Pantepuisaurus rodriguesi відомі з типової місцевості, розташованої на тепуї Марінгма в горах Паракайма на крайньому південному заході Гаяни, біля кордону з Бразилією. Вони живуть на високогірних луках, на верхових болотах, та у високогірних карликових лісах Bonnetia roraimae, на висоті 2080 м над рівнем моря.